# Gnathiphimedia watlingi
Gnathiphimedia watlingi is een vlokreeftensoort uit de familie van de Iphimediidae. De wetenschappelijke naam van de soort is voor het eerst geldig gepubliceerd in 1994 door Coleman.